# Der Himmel über uns
Der Himmel über uns (Originaltitel Universe) ist ein kanadischer Dokumentar-Kurzfilm von Roman Kroitor und Colin Low aus dem Jahr 1960, mit dem Low als Produzent für einen Oscar nominiert war.

## Inhalt

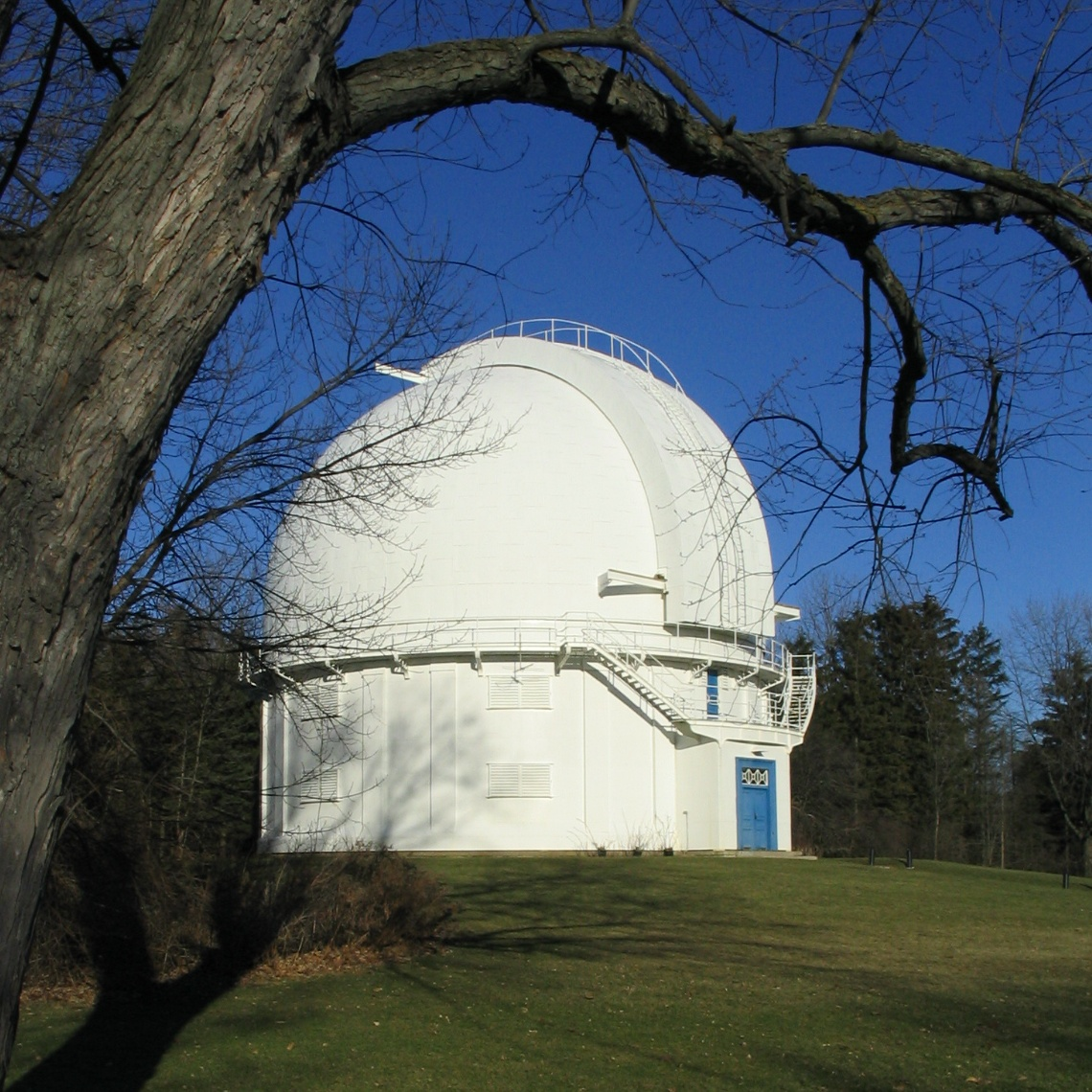
Kuppel des David Dunlap Observatory, die ein 1,88-m-Spiegelteleskop enthält

Die Reise eines Raumfahrers durch das Universum beginnt auf der Erde am David Dunlap Observatory, einem astronomischen Observatorium der University of Toronto im Norden der Stadt in Richmond Hill, Ontario. In einer Animation wird eine Reise zu den Sternen dargestellt, die den Betrachter zu den Himmelskörpern Mond, Mars, Venus, Merkur, Pluto und zu den entferntesten Regionen des Weltraums führt und auch Regionen in unerforschte Galaxien umfasst, die außerhalb der Reichweite dieses superstarken Teleskops liegen. Der Film reflektiert unser kleines Leben auf unserem kleinen Planeten, der Erde, unter unzähligen weiteren Galaxien und versucht alles in ein Verhältnis zueinander zu rücken.

## Produktion

### Produktionsnotizen
Die Filmaufnahmen entstanden am David Dunlap Observatory in Richmond Hill in Ontario. Produziert wurde der Film von der staatlichen Filmbehörde Kanadas National Film Board of Canada (NFB) und von Schoenfeld Films. Als Erzähler fungierte Douglas Rain.
Allein die NASA bestellte über 300 Abzüge von dem Film. Die NFB hatte 1976 bereits über 3.100 Kopien des Films verkauft. Damit war er zu diesem Zeitpunkt einer der am weitesten verbreiteten Bildungsfilme, die je gedreht wurden.
Stanley Kubrick diente der Film als Vorlage für die Spezialeffekte in seinem Science-Fiction-Film 2001: Odyssee im Weltraum. Als Stimme für den fiktiven Computer HAL 9000 griff Kubrick auf Douglas Rain zurück. 

### Veröffentlichung
Der Film wurde im Mai 1960 bei den Internationalen Filmfestspielen in Cannes vorgestellt. In Kanada wurde er auch unter dem französischen Titel Notre univers veröffentlicht. In der Bundesrepublik Deutschland lief der Film am 30. Dezember 1961 unter dem Titel Der Himmel über uns im Fernsehen.

## Rezeption

### Kritik
Andrew Wickliffe schrieb auf der Seite The Stop Button, der Film sei zweifellos interessant für die Geschichte der Astronomie, zum Beispiel was die Lebenserwartung oder zumindest die Vegetation auf dem Mars betreffe. Zumindest sei er ganz offensichtlich ein Vorläufer für Science-Fiction-Filme. Kroitor und Low hätten hervorragende Arbeit geleistet.

### Auszeichnungen
Oscarverleihung 1961
- Nominierung für Colin Low in der Kategorie „Bester Dokumentar-Kurzfilm“. Die Trophäe ging jedoch an James Hill und den britischen Film Giuseppina über ein kleines Mädchen, das die Kunden einer Tankstelle für sich einnehmen kann.

BAFTA Awards 1961
- Auszeichnung mit dem BAFTA Film Award für Roman Kroitor und Colin Low für Der Himmel über uns

Canadian Film Award 1961
- Auszeichnung mit dem Canadian Film Award in der Kategorie „Film des Jahres“ für Roman Kroitor und Colin Low